# Родріго де Тріана

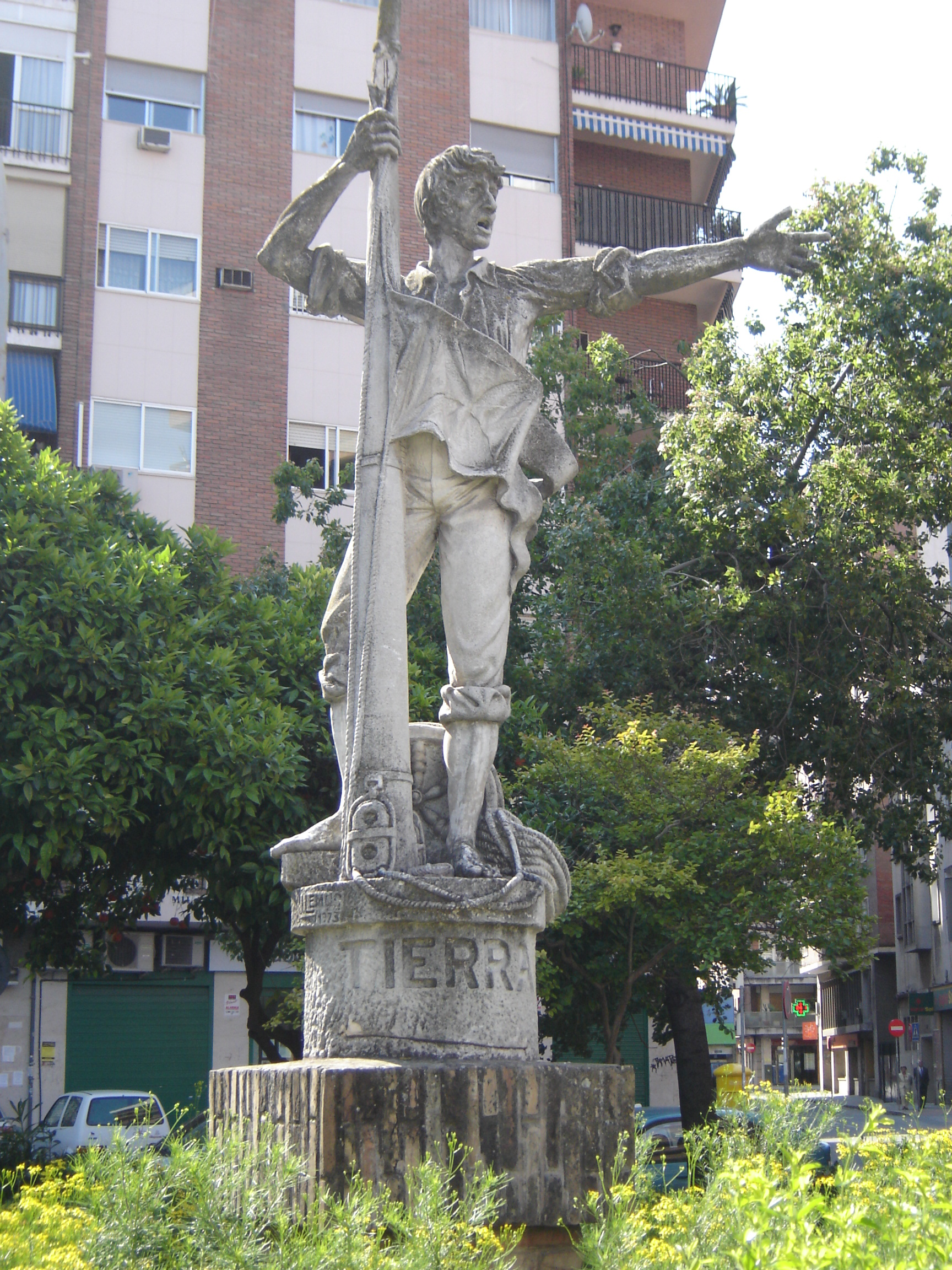

Родріго де Тріана (ісп. Rodrigo de Triana), ім'я при народженні Хуан Родрігес Бермехо (ісп. Juan Rodríguez Bermejo), нар. в 1469 році в Севільї, Іспанія) — іспанський моряк, перший європеєць, який достовірно побачив берега Америки.
Де Тріана був вахтовим матросом каравели «Pinta» Христофора Колумба і 12 жовтня 1492 перебував у марсі (воронячому гнізді) цього корабля. Приблизно о другій годині ночі екіпажі кораблів почули його крики «Земля! Земля! ». Однак Де Тріана так і не отримав обіцяну королівським подружжям нагороду, оскільки Колумб у своєму бортовому журналі записав, що він бачив «світло» о 22 годині попереднього дня, проте те було настільки нечітким, що адмірал не наважився стверджувати про побачене як про землю.
Подальші відомості про Де Тріані суперечливі. За даними іспанського історика Гонсало Фернандеса де Ов'єдо-і-Вальдеса після закінчення експедиції він перебрався в Африку. За іншими даними він загинув в 1525 році в ході експедиції на Молуккські острови.